# S̛̄
Le S cornu macron (majuscule : S̛̄, minuscule: s̛̄) est une lettre de l’alphabet latin utilisée dans la romanisation du thaï ISO 11940.

## Utilisation
Dans la norme ISO 11940 de romanisation du thaï, le s cornu macron ‹ s̛̄ › translittérant la lettre so rue-si ‹ ษ ›.

## Représentations informatiques
Le S cornu macron peut être représenté avec les caractères Unicode suivants (latin de base, diacritiques) :
| formes    | représentations | chaînes de caractères | points de code       | descriptions                                                   |
| --------- | --------------- | --------------------- | -------------------- | -------------------------------------------------------------- |
| capitale  | S̛̄               | S◌̛◌̄                   | U+004B U+031B        | lettre majuscule latine s diacritique cornu diacritique macron |
| minuscule | s̛̄               | s◌̛◌̄                   | U+0073 U+031B U+0304 | lettre minuscule latine s diacritique cornu diacritique macron |